# Trinità (fumetto)
Trinità (Trinity) è una serie a fumetti pubblicata dalla DC Comics con protagonisti Batman, Superman e Wonder Woman. La prima serie fu pubblicata settimanalmente dal 2008 al 2009. Nel 2016, la DC Comics lanciò una seconda serie mensile.

## Sviluppo
Busiek fu il primo a lanciare l'idea a Dan DiDio dopo l'annuncio di 52. La sua prima idea fu un fumetto settimanale di 12 pagine in le prime 7 si concentravano su una storia con Superman, Batman, e Wonder Woman, mentre le restanti 5 pagine venivano utilizzate per promuovere il resto della serie. Il fumetto era stato pensato perché facesse da seguito a 52, tuttavia fu rinviato di un anno e sviluppato in un fumetto di 22 pagine con due storie, di conseguenza l'idea iniziale fu accantonata.
La serie fu un "progetto misterioso" che fu menzionato in precedenza da Kurt Busiek e fu uno dei motivi che lo spinse ad abbandonare la serie Aquaman. Come per 52, questa serie sarebbe durata 52 numeri e sarebbe stata una storia a sé.
Una delle differenze tra Trinity e le altre serie settimanali è che presentava due storie: la prima, una storia principale di 12 pagine di Busiek e Mark Bagley, e la seconda, un rinforzo di 10 pagine di Busiek e Fabian Nicieza mentre Tom Derenick, Scott McDaniel, Mike Norton ed altri, si sarebbero occupati delle illustrazioni. Il fumetto segnò il debutto di Bagley alla DC, dopo aver lasciato una lunga carriera alla Marvel Comics, che incluse 110 numeri consecutivi di Ultimate Spider-Man.

## Trinityprima serie
Batman, Superman e Wonder Woman ebbero lo stesso sogno, una persona che urla perché la lascino uscire. Dopo aver scoperto che nessun altro eroe ha avuto questo sogno, capirono che qualcuno li stava attaccando direttamente, e arrivarono a sentire questa voce anche da svegli.
Nello stesso tempo, un uomo misterioso che si fa chiamare Enigma avvicina Morgana Le Fey e le dice che i tre eroi sono una "trinità", chiavi di volta del potere dello stesso universo, e la convince ad unirsi a lui per prendere i loro posti utilizzando un rituale mistico.
Al fine di raggiungere questo obiettivo arruolarono Despero; dato che i tre dovettero prendere il potere della trinità, Enigma avrebbe preso il posto di Batman, Morgana quello di Wonder Woman e ovviamente Despero quello di Superman. I tre inviarono degli scagnozzi, come innumerevoli criminali e urlatori a Gotham City, così da rubare oggetti collegati agli eroi e reliquie collegati ai tarocchi egiziani. In più, cospirarono per marchiare gli eroi con rune mistiche, ottenendo l'Uovo Cosmico contenente Krona (Uovo che fu formato alla fine del crossover JLA/Vendicatori), e rapirono la mistica Tarot, che di recente si scoprì aveva una connessione con un potere noto come "Worldsoul". Jose Delgado, anche noto come Gangbuster, si alleò con la Justice League of America per trovare Tarot, in quanto era lui che la sorvegliava quando la rapirono e così si sentì in dovere di aiutare a salvarla.
Mentre studiava i suoi bersagli, Morgana capì che ognuno dei tre teneva una propria parte di potere. Batman era il picco del successo umano, fisico e mentale; Superman era l'ultimo dei combattenti per la libertà, con una volontà assoluta; e il messaggio di Wonder Woman ispirava chiunque fosse vicino, perché facesse ciò che era giusto fino alla fine. Utilizzò le abilità di Tarot con le carte per prevedere il futuro così da preparare il suo piano più dettagliatamente.
La trinità notò queste strani fatti e investigò, insieme alla Justice League, la Justice Society of America e a Gangbuster. Nel frattempo, furono occupati a combattere una creatura aliena, Konvikt, che dopo essere stato quasi sconfitto dalla Lanterna Verde John Stewart, divenne spavaldo quando Stewart cadde in una trappola e generò armi imponenti per attaccarlo, tramite mezzi non correlati al suo anello, brontolando in informazioni binarie. Successivamente, Stewart ricadde e di nuovo riprese a parlare in codice binario, generando lame quando cercò di spiegare le origini dell'Uovo Cosmico e di Krona al nuovo Firestorm. Wonder Woman fu segnata da un Howler, che morì subito dopo. Il macchinario continuò a tenere d'occhio l'Uovo finché non si ruppe, a quel punto la trinità oscura (Enigma, Morgana e Despero) lo utilizzarono per attirare sognatori da ogni parte del mondo per infondere loro potere, creando Dreambound. Nel frattempo, Morgana cominciò a preparare un incantesimo di enorme deformazione della realtà, utilizzando il blocco degli appunti di Lois Lane, il sangue di Lex Luthor, la navicella spaziale che Superman salvò nella sua prima comparsa pubblica, la pipa di Jim Gordon, il sorriso del Joker, il cemento di Crime Alley, la carta sicurezza di Etta Candy, il teschio di Maxwell Lord, e l'argilla magica utilizzata per animare Wonder Woman come punti focali; questi articoli dalle predizioni di Tarot per potenziare l'incantesimo, richiesero una parte delle origini, un nemico e un alleato di ogni eroe.
L'Enigmista (Edward Nigma) fu assunto per investigare sui furti. Tuttavia, incontrò il Pinguino e Mr. Freeze, che si convinsero che fosse lui a orchestrare i furti, convincendolo quindi a investigare anche nel campo magico. L'Enigmista si consultò con Madame Zodiac al fine di scoprire i segreti dietro ai misteriosi crimini, e mentre si trovava li, un gargoyle senza prezzo di Castle Branek si animò e tentò di ucciderlo per "aver tradito la causa". Mandò quindi una lettera al suo datore di lavoro, Nightwing, scrivendo che la persona che stava commettendo i crimini era Edward Nigma, ma che, in quanto innocente, non aveva idea di quale fine trarne.
La JLA partì verso l'universo di antimateria, dove costrinsero le loro controparti, il Sindacato del Crimine d'America, a rilasciare innumerevoli prigionieri che avevano preso da altrettanti mondi. La trinità, da allora, cominciò ad avvertire gli effetti del rituale di Morgana e ogni membro cominciò ad assumere tratti personali differenti mentre le loro menti si intrecciavano. Si scoprì che i poteri di John Stewart venivano da una super arma Qwardiana che egli assorbì, il Void Hound (in italiano, Cane Inutile), che stava cercando di evadere al contenimento ferendo Stewart indirettamente, ottenendo lentamente più potere su di lui e sul suo anello. Mentre la JLA conteneva con successo il Sindacato del Crimine, la Terra di antimateria sprofondò nel caos, e la squadra partì prima che la situazione peggiorasse. Poco dopo, Superman fu segnato da un altro Howler.
La loro ricerca li portò alla base di Morgana Le Fey a Castle Branek, dove iniziò il rituale, e tentò di fermare il malvagio trio. Però, la presenza della trinità, permise ai nemici di segnare anche Batman, il requisito finale per terminare il rituale, e una volta che questo fu completato, il mondo cambiò. Batman, Superman e Wonder Woman non furono mai esistiti, e la Justice Society International proteggeva il mondo, con una messa al bando per tutti gli eroi senza licenza. Gli abitanti della Terra avevano solo ricordi sfuggenti di come fosse il mondo in precedenza. L'unico risparmiato dai cambiamenti fu Firestorm, che in quell'istante si trovava nello Spazio Negativo, investigando sul furto dell'Uovo Cosmico. Anche Tarot e Gangbuster che riuscirono a scappare dal quartier generale dei loro nemici, subirono il cambiamento del mondo e cercarono aiuto da Alfred Pennyworth, che adesso era un agente dell'OSS in pensione, che ora si guadagnava da vivere come archeologo sulle montagne intorno al castello.
Firestorm andò quindi in cerca di John Stewart, che dovette nascondere la sua identità come Lanterna Verde alla salute pubblica, in quanto la JSI aveva piazzato una messa al bando su tutte le Lanterne Verdi della Terra. All'improvviso, il Void Hound colpì di nuovo e Stewart lasciò la Terra. Intanto, Firestorm fu preso di mira dalla JSI e fu costretto a separare le sue metà, Jason Rusch e Gehenna. Pennyworth diede a Gangbuster e Tarot una pergamena da recapitare a Hawkman, leader della JSI. La storia della pergamena mostrò che fu forgiata in Metallo Nth dal Principe Khufu, una delle precedenti incarnazioni di Hawkman. Quando fu consegnata, e fu ispezionata da Hawkman, Jay Garrick e Alan Scott della JSI, la pergamena li impregnò di nuova vitalità e rivelò loro che il tempo era stato alterato dal potere dell'incantesimo. Gli eroi decisero di voler rimettere le cose a posto, cominciando facendo fondere di nuovo Jason Rusch con Gehenna.
I criminali uscirono dal rituale con poteri vicini a quelli degli dei, per scoprire poi che Despero era stato rimpiazzato fin dall'inizio da Kanjar Ro che aveva preso le sue sembianze. In più, fu formata una nuova trinità in un mondo alternativo, formato da Black Adam, come controparte di Superman, la Donna del Domani, riempiendo il ruolo di Wonder Woman, e Freccia Verde, diventato il protettore di Gotham City, e successivamente, a causa di un'increspatura nella realtà, i ruoli di Freccia Verde e Speedy furono passati a Ragman e Tatters. Mentre accadeva tutto questo, Krona fuggì dall'Uovo Cosmico e cercò l'aiuto dei Controllori per contattare la coscienza dell'Universo, ma invece fu tradito e distrusse il loro pianeta laboratorio quando i Controllori cercarono di trattenerlo e drenarlo delle sue energie per studiarle. Dopo di ciò, Krona sentì la coscienza del pianeta dire "libero". Krona se ne andò, per fare la stessa cosa a quanto più pianeti possibili.
Tuttavia, non fu l'unico caso: la realtà sembrò restare instabile e alcune persone speciali ebbero visioni di come la realtà sarebbe dovuta essere, o mondi alternativi continuamente in sovrapposizione (tutto questo a causa della sostituzione di Kanjar Ro con Despero). La Donna del Domani cominciò a comportarsi in modo strano ed evaporò, o duplicò, le stazioni degli autobus continuavano a cambiare in aeroporti, stazioni del treno, spazioporti o saloon del Vecchio West. Tarot andò a Opal City, dove le sue carte le mostrarono che sarebbe stata aiutata. Qui, trovò Charity O'Dare, un amico mistico dei tarocchi, e le fu detto del potere del Worldsoul- un collegamento che un umano aveva con lo spirito della Terra. Tarot capì che doveva aiutare a sistemare la situazione o sarebbe morta insieme alla Terra. Morgana ed Enigma, battibeccando sul modo di utilizzare i loro poteri, decisero di trovare Despero e completare il rituale. Come rimpiazzo dell'Uovo Cosmico, Morgana trovò una nuova fonte di energia per la sua incarnazione - gli Arcani Maggiori di Tarot.
Konvikt scomparve, dopo aver ricevuto potere da Graak, un piccolo alieno che lo accompagnava, e agendo sulla consapevolezza di ciò, uccise un civile innocente durante un confronto con la Justice League, e cercò di rintracciare la famiglia dell'uomo appena ucciso per offrirsi a loro come schiavo in penitenza dell'assassinio. Però, nel mondo ricostruito, l'uomo non morì mai. Questo lasciò Konvikt come perso, facendo intendere che anche lui non subì le conseguenze del rituale di Morgana. Egli ricordò come andò in quella situazione: era l'impiegato di un uomo potente nel suo mondo e si innamorò della figlia di costui. Quando la ragazza fu uccisa, Konvikt ne fu incolpato. Fu condannato all'esilio prima che gli venisse concesso di espiare; la nave che lo portò sulla Terra era una capsula d'emergenza dalla nave che lo portò in esilio, in quanto ebbe dei malfunzionamenti durante il viaggio; si scoprì che Graak era il suo ex avvocato. Enigma comparve, offrendogli una posizione nel loro nuovo ordine e la possibilità di riformare la realtà così che l'uomo ucciso nella vecchia linea temporale rimanesse vivo, oppure morto, o cambiare la linea temporale insieme. Konvikt prese al volo la possibilità di rimpiazzare Despero come controparte di Superman e accettò l'offerta di Enigma, ricostituendo la trinità oscura.
Anche Alfred arrivò a capire che faceva parte di un piano più grande, un piano che vedeva i ritorno della vera trinità. Convocò Richie Grayson, un mafioso amareggiato, Lois Lane, una reporter shock aggressiva, Tom Tresser, un fuorilegge e vigilante straordinario, e Kara In-Ze, intercettatrice della JSI, e disse al gruppo che erano persone migliori in un altro mondo, riferendo sé stesso e Grayson al più grande detective del mondo, Lois e l'intercettatrice al più potente eroe del mondo, e Tresser alla più grande guerriera. Tutti concordarono di ascoltarlo e trovarono l'ultimo membro del gruppo, Donna Troy, ora bibliotecaria in Virginia.
Nel frattempo, il Dreambound si risvegliò dentro una prigione della JSI e ricreò il loro compagno caduto, Sun-Chained-in-Ink, dall'Uomo Tatuato. Mentre lui, l'Uomo Trans-Volenteroso, Swashbuckler e Primat fuggivano, furono di nuovo reclutati da Enigma e Morgana, insieme alla maggior parte dei detenuti della prigione. Nello spazio il Void Hound prese il controllo dell'anello di Stewart e aprì un buco nero che portava alla Terra dopo aver costruito un corpo nuovo per sé dal corpo di John Stewart, con le tecnologie Oane e Qwardiane. Nello stesso tempo, Kanjar Ro fu catturato da Despero per essere punito di avergli sottratto il potere. In cambio della sua clemenza, offrì a Despero la locazione del Sindacato del Crimine perché lo arruolasse. Quindi, Despero cominciò a schierare le sue forze attraverso il buco nero creato da Stewart.
Alfred e il suo gruppo andarono alla caverna di Happy Harbor, la prima base della JLA ed eseguirono un loro rituale che gli permise di recuperare i ricordi della Terra scomparsa. Quindi, furono trasportati in un mondo diverso: sotto di loro comparve una città di alieni durante il medioevo. Assistettero al giudizio di un ladro in cui un Signore del Sole, un Signore della Verità, e un Signore della Notte decisero il destino del ladro. Quando Alfred e il suo gruppo si voltarono, videro che il viso della montagna che circondava il villaggio era stato scavato con gigantesche somiglianze di Batman, Superman e Wonder Woman. Il gruppo cominciò a muoversi e si unì alla città in un pellegrinaggio, accettato dopo aver salvato due città da uno scontro sanguinoso. Ogni notte, durante il pellegrinaggio, veniva narrata una storia diversa, e scoprirono che il mondo in cui si trovavano era il mondo all'interno dell'Uovo Cosmico. I pellegrini raccontarono anche di com'era la vita per loro quando Krona era il loro dio. Dopo che numerose generazioni seguirono ogni ordine di Krona, furono tutti abbandonati quando questi scomparve durante la sua liberazione. Tutta la gente di questo pianeta cercò di uccidersi, quando arrivarono Batman, Superman e Wonder Woman. I tre li aiutarono a ricostruire il pianeta dopo il risveglio di Krona, insegnando loro la bellezza, la speranza, la pietà, ecc., intanto divenendo la trinità di quella realtà e assumendo potere come dei. Mentre tutto ciò avveniva, la Donna del Domani si rianimò tramite pura forza di volontà e salvò Metropolis, ma in cambio rilasciò delle spaccature pericolose e immensamente potenti in tutta la Terra.
Nel frattempo, criminali da tutto l'Universo DC venivano arruolati da Morgana. Space Ranger faceva da spia per la JSI, ma venne scoperto e dovette abbandonare la missione. Fortunatamente Atomo che stava nascosto negli abiti di Space Ranger, riuscì a saltare giù prima che Space Ranger se ne andasse, e agì da spia al posto suo. Quando chiesero perché tanti criminali venivano reclutati, Morgana ed Enigma rivelarono che il loro piano primordiale di ripristinare la Terra come la volevano loro, non funzionava, così chiamarono dei criminali che sarebbero potuti entrare negli Arcani maggiori, così che potessero portare il loro proprio ordine nel nuovo mondo. Quando Hawkman seppe di questo, capì cosa doveva fare: immaginò un modo in cui gli eroi sarebbero potuti entrare negli Arcani maggiori, così da formare un gruppo che si opponesse a quello di Morgana. Pensò che era solo un'ossessione e non la terminò mai, ma ora sapeva come contro reagire ai piani di Enigma e Morgana. Sfortunatamente, non sapeva come capire il resto degli Arcani maggiori, e fu aiutato da Charity.
Il piano di Morgana consisteva nel sigillare le crepe maggiori nel cielo per assorbirne il potere; il gruppo che avrebbe raggiunto le spaccature per primo e le avesse sigillate sarebbe andato via con un grande potere, assumendo quello di tre carte. La JSI perse la prima spaccatura a favore di Lady Shiva, Zoom e Polaris a Londra, ma mentre Charity dimostrò di poter avvertire le letture delle carte che Tarot stava facendo per la trinità oscura, la Donna del Domani, Flash e Freccia Verde riuscirono a ottenere il potere di una spaccatura in Brasile. Intanto, gli Amici (il gruppo di Alfred) sentirono una storia dai pellegrini di come Atmahn, il Giudice della Notte (la forma divina di Batman dentro l'Uovo) una volta salvò un bambino la cui famiglia era stata uccisa, dandogli potere così da sconfiggere i criminali, e dandogli il nome di Rabat dell'Ala Dorata. Tuttavia, colui che rifiutò l'ordine del Giudice formò i Laughing Chaos, e picchiarono Rabat fino alla morte. Gli Amici capirono che era una storia rinarrata della morte di Jason Todd per mano del Joker.

### Arcani maggiori
Per usurpare il potere della trinità, la trinità oscura formò una coalizione di criminali secondo gli Arcani maggiori. La Justice Society International ne seguì l'esempio combinando le forze con l'organizzazione di eroi sotterranea di Barry Allen che gli si opposero.

### Arcani oscuri
- Punch e Jewelee (Il Matto, successivamente abbandonato in favore del Joker)
- Enigma (Il Bagatto)
- Morgana Le Fey (La Papessa)
- Lady Shiva (L'Imperatrice)
- Khyber (L'Imperatore)
- Ra's al Ghul (Il Papa)
- Catman e Catwoman (Gli Amanti)
- Zoom (Il Carro)
- Konvikt (La Giustizia)
- Brainiac (L'Eremita)
- Banda della Scala Reale (La Ruota della Fortuna)
- Giganta (La Forza)
- Gentleman Ghost (L'Appeso)
- Solomon Grundy (La Morte)
- Prometheus (La Temperanza)
- Deathstroke (Il Diavolo)
- Ultraman
- Owlman
- Superwoman
- Johnny Quick
- Power Ring
- Vandal Savage (La Torre)
- Cheetah (La Stella)
- Spaventapasseri (La Luna)
- Sun-Chained-in-Ink (Il Sole)
- Dottor Polaris (Il Giudizio)
- Uomo Floronico (Il Mondo)
- Dreambound (Trans-Volitional Man/T.V.M., Swashbuckler e Primat)
- Joker (secondo Matto degli Arcani oscuri)
- Gorilla Grodd
- Eclipso
- Brimstone
- Parassita
- Queen Bee
- Shrapnel
- Mr. Nobody (considerato un rimpiazzo per il Matto)
- Despero
- Clayface
- Kanjar Ro
- T.O. Morrow
- Amazo

### Arcani della Giustizia
- Plastic Man (Il Matto)
- Straniero Fantasma (Il Mago)
- Raven (La Papessa)
- Donna del Domani (L'Imperatrice)
- Aquaman (L'Imperatore)
- Lex Luthor (Il Papa)
- Hawkman e Hawkgirl (Gli Amanti)
- Flash (Il Carro)
- Triumph (La Forza)
- Space Ranger (L'Eremita, Martian Manhunter in segreto)
- Gangbuster (La Ruota della Fortuna)
- Ragman (La Giustizia)
- Deadman (L'Appeso)
- Crimson Avenger (La Morte)
- Mister Terrific (La Temperanza)
- Booster Gold (Il Diavolo)
- Cyborg (La Torre)
- Starfire (La Stella)
- Black Orchid (La Luna, rimpiazzata da Nightshade)
- Jason Rusch (Il Sole)
- Freccia Verde (Il Giudizio)
- Geo-Force (Il Mondo, rimpiazzato da Sandmaster)
- Flash
- Lanterna Verde
- Black Adam
- Skyrocket
- Atom Smasher
- Power Girl
- Brainwave
- Red Tornado
- Stargirl
- Nightshade (rimpiazzo per La Luna)
- Black Lightning
- Hourman
- Metamorpho
- Congorilla
- Sandy (rimpiazzo per Il Mondo come Sandmaster)
- Vixen
- Cittadino Acciaio
- Dottor Mid-Nite
- Black Canary
- Zatanna

## Trinità (seconda serie)
Nel 2016, una parte di Rinascita, la DC Comics lanciò una seconda serie di Trinità con Superman, Batman e Wonder Woman. La serie fu lanciata nel settembre 2016 e terminò nell'aprile 2018 con un totale di 22 numeri e un Annual. Gli scrittori che lavorarono al progetto inclusero Francis Manapul, Rob Williams e James Robinson.

## Raccolte
La prima serie fu raccolta in tre raccolte:
- Volume 1: contiene Trinity dal n. 1 al n. 17, 416 pagine, Titan Books, luglio 2009, ISBN 1-84856-283-7, DC Comics, giugno 2009, ISBN 1-4012-2277-3
- Volume 2: contiene Trinity dal n. 18 al n. 35, 424 pagine, settembre 2009, Titan Books, ISBN 1-84856-301-9, DC Comics, ISBN 1-4012-2318-4
- Volume 3: contiene Trinity dal n. 36 al n. 52, 424 pagine

La seconda serie incluse:
- Volume 1: contiene Trinity: Better Together dal n. 1 al n. 6.
- Volume 2: contiene Trinity: Dead Space dal n. 7 al n. 11.
- Volume 3: contiene Trinity: Dark Destiny dal n. 12 al n. 16 e Annual n. 1.